# Santa Bárbara (Chile)
Santa Bárbara – miasto w Chile, w regionie Biobío, w prowincji Biobío.